# Live at Benaroya Hall
Live at Benaroya Hall é um álbum do Pearl Jam, gravado ao vivo a 22 de Outubro de 2003, no Benaroya Hall, Seattle, Washington, e lançado a 27 de Julho de 2004, pela BMG.

## Concerto
Trata-se de um concerto acústico de 26 músicas, sendo tocado o clássico de Bob Dylan "Masters of War", e "25 Minutes to Go" de Johnny Cash's, a música "Can't Keep" foi dedicada ao cantor Elliott Smith que morreu um dia antes, foi a primeira vez que a banda apresentou a música "Man Of The Hour" para o filme Big Fish, e contém a melhor performance de "Immortality" da banda. O álbum terá vendido 40mil copias na primeira semana, e 168mil apenas nos EUA até Abril de 2006.

## Faixas

### Disco 1
1. "Of the Girl" (Stone Gossard) – 5:22
2. "Low Light" (Jeff Ament) – 4:18
3. "Thumbing My Way" (Eddie Vedder) – 4:49
4. "Thin Air" (Gossard) – 4:25
5. "Fatal" (Gossard) – 3:49
6. "Nothing as It Seems" (Ament) – 7:29
7. "Man of the Hour" (Vedder) – 3:58
8. "Immortality" (Dave Abbruzzese, Ament, Gossard, Mike McCready, Vedder) – 6:18
9. "Off He Goes" (Vedder) – 5:53
10. "Around the Bend" (Vedder) – 5:37
11. "I Believe in Miracles" (Dee Dee Ramone, Daniel Rey) – 5:29
12. "Sleight of Hand" (Ament, Vedder) – 5:13
13. "All or None" (Gossard, Vedder) – 7:42
14. "Lukin" (Vedder) – 2:07

### Disco 2
1. "Parting Ways" (Vedder) – 5:24
2. "Down" (Gossard, McCready, Vedder) – 3:08
3. "Encore Break" – 0:49
4. "Can't Keep" (Vedder) – 3:15
5. "Dead Man" (Vedder) – 4:24
6. "Masters of War" (Bob Dylan) – 6:06
7. "Black" (Vedder, Gossard) – 7:41
8. "Crazy Mary" (Victoria Williams) – 7:40
9. "25 Minutes to Go" (Shel Silverstein) – 4:43
10. "Daughter" (Abbruzzese, Ament, Gossard, McCready, Vedder) – 6:30
11. "Encore Break" – 1:06
12. "Yellow Ledbetter" (Ament, McCready, Vedder) – 6:01

## Posições
Informações de várias fontes.
| Ano  | Parada musical           | Posição |
| ---- | ------------------------ | ------- |
| 2004 | Italian Albums Chart     | 10      |
| 2004 | Top Canadian Albums      | 10      |
| 2004 | New Zealand Albums Chart | 12      |
| 2004 | US Billboard 200         | 18      |
| 2004 | Top Internet Albums      | 18      |
| 2004 | Dutch Albums Chart       | 25      |
| 2004 | Australian Albums Chart  | 27      |
| 2004 | Austrian Albums Chart    | 31      |
| 2004 | Belgian Albums Chart     | 38      |
| 2004 | Irish Albums Chart       | 48      |
| 2004 | German Albums Chart      | 100     |
| 2004 | French Albums Chart      | 116     |

## Músicos
- Eddie Vedder - Vocal
- Matt Cameron - Bateria
- Jeff Ament - Baixo
- Mike McCready - Guitarra
- Stone Gossard - Guitarra